# 부산광역시낙동강관리본부
부산광역시낙동강관리본부(釜山廣域市洛東江管理本部)는 을숙도 생태공원과 낙동강의 체계적·종합적 관리에 관한 사무를 분장하는 부산광역시청의 사업소이다. 본부장은 지방부이사관으로 보한다.

## 설치 근거 및 소관 사무

### 설치 근거
- 「부산광역시 행정기구 설치 조례」 제23조의2제1항[2]

### 소관 사무
- 낙동강유역의 점용허가 등 각종 처분에 관한 사항
- 낙동강 둔치 생태공원의 정비 및 유지·관리에 관한 사항
- 낙동강권 일원의 정비·자연생태계복원·수변정비·수해방지 사업 추진 및 조경에 관한 사항
- 낙동강하구 일원의 자연환경의 보전과 이용에 관한 사항
- 을숙도 철새공원의 운영·관리에 관한 사항
- 낙동강하구 자연생태 전시·교육·관광·조사 및 연구 등에 관한 사항

## 연혁
- 2010년 1월 1일: 부산광역시건설본부에 낙동강살리기사업부 설치.[3]
- 2011년 1월 5일: 부산광역시청 직속 부산광역시낙동강사업본부로 독립.[4]
- 2012년 12월 26일: 부산광역시낙동강관리본부로 개편.[5]

## 조직

### 본부장
수질개선부
- 총무기획팀[7]
- 수질개선팀[8]
- 공원관리팀[9]

공원사업부
- 사업계획팀[11]
- 생태경관팀[12]

낙동강하구에코센터
- 운영팀[7]
- 전시교육팀[13]
- 야생동물보호팀[14]

## 같이 보기
- 을숙도
- 낙동강